# João Pessoa Cavalcanti de Albuquerque
Pour les articles homonymes, voir João Pessoa (homonymie) et Pessoa.
João Pessoa Cavalcanti de Albuquerque (Umbuzeiro, 24 janvier 1878 - Recife, 26 juillet 1930) est un homme politique brésilien qui vécut dans l’État de Paraíba et en devint le gouverneur.

## Biographie
João Pessoa Cavalcanti de Albuquerque séjourne à Rio de Janeiro et dans le Pará pendant sa période militaire.
Pendant son mandat de gouverneur du Paraíba (1928-1930), il réforma la structure politico-administrative de l'État et, pour affronter les difficultés financières, il institua un impôt sur le commerce réalisé entre l'intérieur et le port de Recife jusqu'alors libre d'impôts. Cela contribua à assainir la situation financière de l'État mais, entraîna le mécontentement des exploitants (paysans) de l'intérieur ; comme le colonel José Pereira Lima, chef politique de la municipalité de Princesa qui disposait d'une forte influence sur la politique locale (João Dantas était son allié).
La proclamation d'un territoire indépendant (le territoire libre de Princesa (pt)) entraîna alors la Guerre de la Princesse. Cet événement fut considéré par de nombreux historiens comme le point de départ de la révolution de 1930.
Alors qu'il était gouverneur du Paraíba et faisait campagne auprès de Getúlio Vargas, il fut assassiné par le journaliste João Duarte Dantas (pt) qui était également un adversaire politique. La résidence de Dantas avait été envahie par les troupes de la police régionale pendant le mandat de Pessoa. Lors de la perquisition, le coffre-fort de Dantas fut ouvert ; une correspondance dont le courrier intime entre Dantas et la poétesse Anayde Beiriz fut volontairement rendue publique. Par vengeance personnelle, Dantas abattit Pessoa dans une confiserie de Recife, le 26 juillet 1930. Dantas, emprisonné, décède peu après - battu à mort par plusieurs hommes, ou suicidé selon la version officielle. Anayde Beiriz meurt également, toujours officiellement par suicide.
Le meurtre de Pessoa mobilisa les partisans de Getúlio Vargas et de l'Alliance Libérale, cherchant à terminer la révolution de 1930 commencée depuis le début de l'année, et menant Vargas au pouvoir. Durant cette même période, de nombreux opposants furent persécutés ou assassinés.
L'héritage politique de João Pessoa est controversé. Ses défenseurs prétendent qu'il combattait les oligarchies dont il était lui-même issu au profit de l'intérêt des populations.

## Postérité
La capitale de l'État de la Paraíba, aussi anciennement nommée Paraíba, fut rebaptisée João Pessoa en son honneur après son assassinat. Le drapeau du même État, aussi, est divisé verticalement noir et rouge, représentant le deuil qui suit son assassinat et le sang versé respectivement, accompagné par le mot Nego, qui signifie en portugais « Je le nie ».

## Liens familiaux
João Pessoa Cavalcanti de Albuquerque est le beau-frère de l'ex-Président de la République Epitácio Pessoa.